# إم بي سي ماكس
إم بي سي ماكس (بالإنجليزية: MBC Max)‏ هي قناة سعودية تابعة لمجموعة إم بي سي. افتتحت في 26 أكتوبر 2008، تقدم أحدث الأفلام وأكثرها شهرة، وقد عرضت فيلم Cheaper by the Dozen 2 كفيلم افتتاح للقناة، وفيلم Robots لأول مرة على الشاشة العربية. وتعتبر هذه القناة تكميلا لقناة MBC 2 المشهورة بعرضها للأفلام الأجنبية والأمريكية خصيصاً، كثيراً ما تعرض الأفلام الرومانسية، وأفلام الدراما والكوميديا.
تعد قناة MBC MAX ثاني قناة مجانية متخصّصة في عرض الأفلام السينمائية في العالم العربي التي أطلقتها مجموعة MBC. وتعرض القناة نخبة من أشهر وأحدث الأفلام العالمية المترجمة إلى العربية على مدار الساعة وبلا توقف، لترضي من خلالها جمهورها الأصغر سنًا مع توفير تجربة مشاهدة مرحة للعائلة.
تردد قناة MBC Max بدر سات 5
القمر: بدر سات 5
التردد: 12284
القطبية: عمودي
الترميز: 27500
تصحيح الخطأ: 5/6

## انظر أيضّاً
- MBC 1
- MBC 2
- MBC 3
- MBC 4
- MBC 5
- MBC Drama
- MBC Action
- MBC Max
- MBC Persia
- MBC Bollywood
- MBC Masr
- MBC Masr 2
- MBC Masr Drama
- مركز تلفزيون الشرق الأوسط
- MBC Iraq
- MBC Pro Sports +4 قنوات
- شاهد
- MBC FM
- بانوراما FM
- قناة العربية
- قناة الحدث
- إم بي سي بلس دراما